# Croix de chemin de Serrières
La croix de chemin de Serrières est une croix située à Serrières, en France.

## Localisation
La croix est située sur la commune de Serrières, dans le département français de l'Ardèche.

## Historique
L'édifice est inscrit au titre des monuments historiques en 1926.